# Supía
Supía è un comune della Colombia facente parte del dipartimento di Caldas.
Il centro abitato venne fondato da Ruy Vanegas, Melchor Suer de Navas e Martín de Amoroto nel 1540, mentre l'istituzione del comune è del 1777.